# Rhinolophus xinanzhongguoensis
Rhinolophus xinanzhongguoensis är en fladdermus i familjen hästskonäsor som förekommer i Kina. Artepitet i det vetenskapliga namnet är en latiniserad form av kinesiska "sydvästra Kina".

## Utbredning
Arten är känd från tre mindre och från varandra skilda populationer i provinserna Yunnan och Guizhou i Kina. Exemplar hittades i bergstrakter mellan 1500 och 1980 meter över havet. De ligger i den subtropiska regionen med intensivt monsunregn under vissa årstider.

## Utseende
Denna hästskonäsa har i genomsnitt en kroppslängd (huvud och bål) av 62,6 mm och en vikt av cirka 23 g. Underarmarna är ungefär 60 mm långa. Liksom hos andra familjemedlemmar liknar främre delen av hudflikarna på näsan (bladet) en hästsko. Den bakre av bladet ovanför ögonen liknar en lansett. Kännetecknande för arten är den mellanliggande delen som består av två broskiga spetsar. På ovansidan bildas pälsen av hår som är ljusbruna nära roten och mellanbrun vid spetsen. Undersidans päls bildas av ljusare bruna hår. Arten har en brun flygmembran och bruna öron som är lite genomskinliga. Rhinolophus xinanzhongguoensis har en 30 till 39 mm lång svans. Tandformeln är liksom hos andra släktmedlemmar I 1/2, C 1/1, P 2/3, M 3/3, alltså 32 tänder i hela uppsättningen.

## Ekologi
Exemplaret som senare användes som holotyp fångades i en grotta som befolkades av en koloni med Rhinolophus affinis (cirka 100 individer). I området fanns teodlingar och blandskogar. Även de andra individerna hittades i liknande habitat. En infångad hona var dräktig med en unge.

## Bevarandestatus
Beståndet hotas av störningar i grottor som oftare besöks av turister samt av skogsavverkningar när jordbruksmark etableras. Allmänt är denna art sällsynt. Endast fem exemplar från museer som tillskrivs arten samlades i loppet av 45 år. Uppskattningsvis lever Rhinolophus xinanzhongguoensis även i regioner mellan de kända populationerna. IUCN listar arten därför som nära hotad (NT).